# Fylingthorpe
Fylingthorpe is een klein dorpje nabij Whitby in North Yorkshire, Engeland. Het dorpje is praktisch vastgegroeid aan het vissersplaatsje Robin Hood's Bay. Fylingthorpe zelf heeft geen bijzondere trekpleisters voor toeristen, in tegenstelling tot het pittoreske Robin Hood's Bay. Wandelaars die rondlopen door het natuurgebied de "North York Moors", een heuvelachtig gebied met grote heidevelden welke begraasd worden door schapen, of de diverse routes langs de kust volgen, komen door het dorp.